# Olav Rocks
Olav Rocks är klippor i Sydgeorgien och Sydsandwichöarna (Storbritannien). De ligger i den nordvästra delen av Sydgeorgien och Sydsandwichöarna.
Terrängen runt Olav Rocks är kuperad. Havet är nära Olav Rocks åt nordost.  Det finns inga samhällen i närheten. 